# Estación de Valdemoro
Valdemoro es una estación de ferrocarril de la línea C-3 de Cercanías Madrid, situada en el municipio homónimo al sur de Madrid. Se encuentra al este del casco urbano, y está ubicada en el paseo de la Estación, en el barrio del mismo nombre.

## Situación ferroviaria
Se encuentra en el punto kilométrico 27,0 de la línea férrea Madrid-Valencia a 611 metros de altitud, entre las estaciones de Pinto y Ciempozuelos. El tramo es de vía doble y está electrificado.

## Historia
La estación de Valdemoro es una de las más antiguas de España, pues su origen se remonta a 1851, cuando entró en servicio la línea Madrid-Aranjuez construida por la Compañía Anónima del Camino de Hierro de Madrid a Aranjuez que presidía el Marqués de Salamanca y que poco después se integró en MZA. El Marqués de Salamanca, desde su cargo de diputado, fue el principal impulsor de la construcción de esta línea, la segunda construida en la península ibérica tras la Barcelona-Mataró. La llegada del ferrocarril supuso una revolución en el municipio, pese al rechazo inicial. Pronto numerosas industrias, fundamentalmente yeseras, se instalaron en las inmediaciones de la estación, revitalizando la economía local.
Apenas treinta años después de su inauguración, el primitivo edificio de viajeros sufrió un incendio que destruyó gran parte de la construcción. Fue reconstruido, pero de nuevo en 1926 el fuego arrasó el edificio, haciendo necesaria la construcción del edificio actual. Durante la Guerra Civil sufrió cuantiosos daños, pero pudo ser rehabilitado.
En 1989, RENFE creó la unidad de negocio de Cercanías, y la estación de Valdemoro pasó a formar parte de la línea C3 (Atocha - Aranjuez). Las últimas reformas del edificio de viajeros datan de 2005, cuando se ampliaron los andenes, se instalaron marquesinas y se adecuó a las personas de movilidad reducida con la instalación de dos ascensores para salvar las vías. La reforma se completó con la construcción de un nuevo aparcamiento en altura de 400 plazas, que se unió a las 400 ya existentes.

## La estación
El actual edificio de viajeros data de 1928, y al igual que los de Pinto y Ciempozuelos, es un pabellón de planta rectangular, dos alturas y cubierta a dos aguas, con una distribución sencilla: vestíbulo, salas de espera y dependencias auxiliares en planta baja y viviendas en planta superior. Las fachadas se ordenan siguiendo principios de regularidad y simetría, con una sucesión de puertas en la planta rasante que se corresponde con el mismo ritmo de ventanas en la planta de viviendas.
Los muros arrancan con un zócalo de sillares sobre el que se asienta la fábrica de mampostería concertada hexagonal. El ladrillo protagoniza la decoración formando hiladas a intervalos regulares, recercando las ventanas, combinando bandas con azulejos bajo la imposta de piedra o definiendo con precisión la traza de la cornisa. En los vanos forma arcos rebajados en sardinel y forma el antepecho de las ventanas mediante una curiosa disposición en esquinilla. La cornisa se moldea con una serie de hiladas sobresalientes apoyadas en pequeñas ménsulas que, al llegar a las ventanas se extienden ocupando el ancho de su vano. Todo este completo repertorio del manejo del ladrillo se combina con el uso puntual del azulejo cerámico bajo las ménsulas de la cornisa y en los rótulos donde figura el nombre de la estación. 

## Servicios ferroviarios

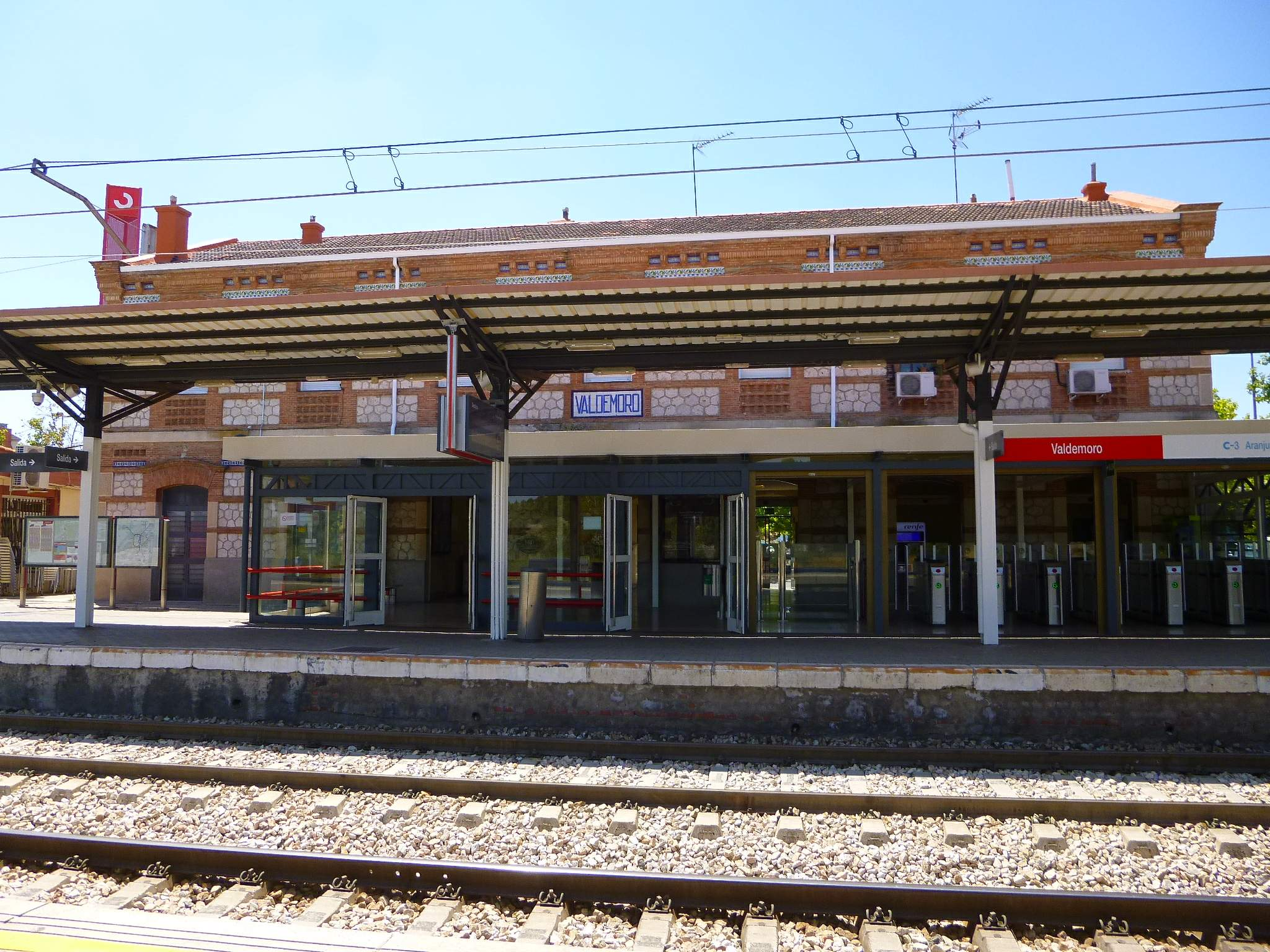
Vista de los andenes.

### Cercanías
| procedencia/destino | < estación | Línea | estación >   | destino/procedencia |
| ------------------- | ---------- | ----- | ------------ | ------------------- |
| Chamartín           | Pinto      |       | Ciempozuelos | Aranjuez            |

La estación forma parte de la línea C-3 de la red de Cercanías Madrid. En días laborables la frecuencia media es un tren cada veinte minutos.

## Conexiones

### Autobuses
| Diurnos |                                   |                                     |          |
| Línea   | Destino                           | Parada                              | Operador |
| 1       | FF.CC. - Ambulatorio - FF.CC.     | 09155 P.º Estación - Est. Valdemoro | AISA     |
| 2       | El Restón                         | 09155 P.º Estación - Est. Valdemoro | AISA     |
| 4       | FF.CC. - Polígonos Norte - FF.CC. | 09155 P.º Estación - Est. Valdemoro | AISA     |
| 5       | Polígono Ind. Rompecubas          | 09155 P.º Estación - Est. Valdemoro | AISA     |
| 6       | El Caracol - El Restón II         | 09155 P.º Estación - Est. Valdemoro | AISA     |
| 7       | Hospital - El Restón              | 09155 P.º Estación - Est. Valdemoro | AISA     |